# Mattia Cocco
Mattia Cocco est un joueur international italien de rink hockey né en 1984. Il évolue, en 2015, au sein du H Breganze.

## Palmarès
En 2015, il participe au championnat du monde de rink hockey en France.